# بوب دي كليرك
بوب دي كليرك (بالهولندية: Bob de Klerk)‏ هو لاعب كرة قدم هولندي في مركز نصف الجناح، ولد في 1961 في أمستردام في هولندا. لعب مع دي غرافشاب وكونينكليجك سبورتفرينغنغ فاريغيم.